# Shraga Weil

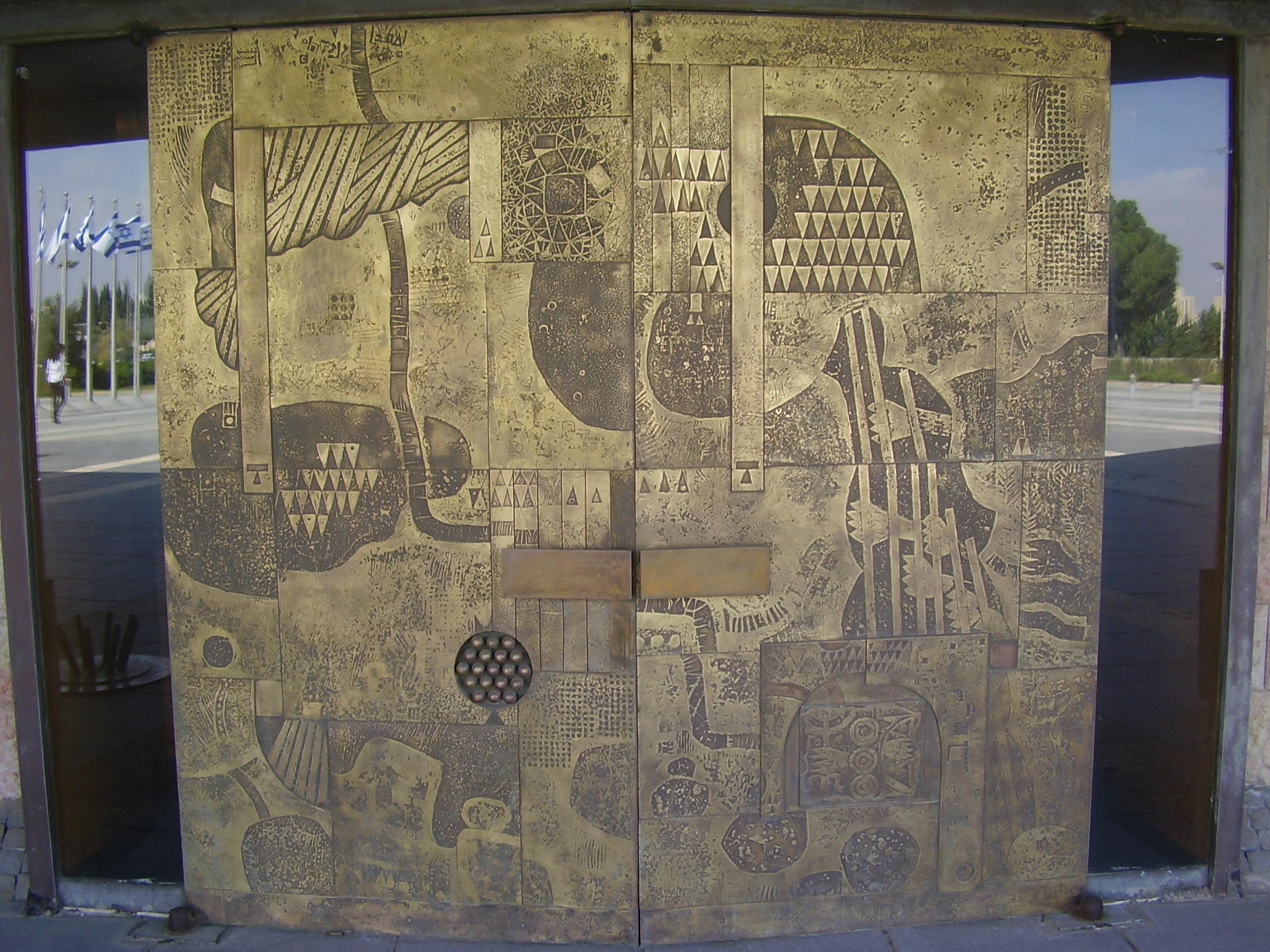
Puertas de Knesset

Shraga Weil(en hebreo:שרגא ווייל , Nitra, actual Eslovaquia, 24 de septiembre de 1918-HaOgen, kibutz de Israel, 20 de febrero de 2009) fue un pintor y escultor israelí.
Estudió en la Academia de Bellas Artes de Praga y fue prisionero durante la Segunda Guerra Mundial. Huyó en 1947 a Israel instalándose en el kibutz HaOgen. En 1953 fue a estudiar en la École des beaux-arts de Paris y en Rávena más tarde.
Es suyo el diseño de las puerta de la Kneset.